# Кредитна система
Кредитна система — сукупність кредитних відносин та інститутів, які організовують ці відносини. 
Кредитними називаються ті відносини, які складаються у зв'язку з мобілізацією тимчасово вільних грошових коштів підприємства, організацій, бюджету та населення, і використання цих коштів відбувається на умовах повернення для задоволення економічних і соціальних потреб.

### Кредитні відносини
Основним провідником кредитних відносин у суспільстві є банки які діють одночасно у ролі покупця і продавця існуючих у суспільстві тимчасово вільних грошових коштів.купівля і залучення тимчасово вільних грошових коштів називають пасивні операції банків, а продажа і інвестування — активні операції.
Активні і пасивні операції здійснюються банком відповідно до визначених принципів з застосуванням тих чи інших засобів, методів форм та іншого інструментарію.
Головним видом активних операцій комерційних банків є кредитування.
Кредитні відносини між банками і клієнтами будуються на підставі кредитних договорів, у яких визначаються взаємні забовязання і економічна відповідальність сторін.надання банком своїм клієнтам позичок обмежується розміром ресурсів, які він має.
Залежно від методів кредитування є різні форми позичковіх рахунків. На цих рахунках обраховуеться надання позичок, їх повернення і залишок заборгованості. Вони відкриваються в установах банку для кожного підприємства, яке користуеться кредитом, причому одне підприємство може мати декілька рахунків, якщо воно користується позичками на різні цілі. У практиці кредитування застосовуеться простий позичковий рахунок.

### Небанківський фінансово-кредитний інститут
До небанківських фінансово- кредитних інститутів належать:
- Лізингові
- Факторингові
- Інвестиційні
- Страхові
- Фінансові компанії
- Пенсійні фонди
- Ломбарди
- Каси взаємної допомоги